# Rémi Pelletier-Roy
Rémi Pelletier-Roy (Longueuil, 4 juli 1990) is een Canadees voormalig wielrenner die tussen 2012 en 2016 reed voor Garneau Québecor.
Hij nam deel aan de wegrit op de Gemenebestspelen van 2014, maar reed deze niet uit.

## Overwinningen
2012
Proloog Ronde van Rwanda
2014
1e etappe Sea Otter Classic

## Ploegen
- 2013 –  Équipe Garneau-Québecor
- 2014 –  Garneau-Québecor
- 2015 –  Garneau Québecor
- 2016 –  Garneau Québecor